# Championnats d'Europe de plongeon 2013
Les Championnats d'Europe de plongeon 2013 se déroulent du 18 au 23 juin 2013 à Rostock en Allemagne. 

## Podiums

### Femmes
| Épreuves               | Or                                                   | Argent                                            | Bronze                                                 |
| Épreuves individuelles | Épreuves individuelles                               | Épreuves individuelles                            | Épreuves individuelles                                 |
| ---------------------- | ---------------------------------------------------- | ------------------------------------------------- | ------------------------------------------------------ |
| Tremplin de 1 m        | Tania Cagnotto Italie 301,20 pts                     | Nadezda Bazhina Russie 274,35 pts                 | Maria Polyakova Russie 273,90 pts                      |
| Tremplin de 3 m        | Tina Punzel Allemagne 336,70 pts                     | Tania Cagnotto Italie 331,85 pts                  | Nadezda Bazhina Russie 326,10 pts                      |
| Haut vol à 10 m        | Iuliia Prokopchuk Ukraine 373,30 pts                 | Yulia Koltunova Russie 371,10 pts                 | Maria Kurjo Allemagne 323,00 pts                       |
| Épreuves synchronisées |                                                      |                                                   |                                                        |
| Tremplin de 3 m        | Italie Tania Cagnotto Francesca Dallapé 324,30 pts   | Ukraine Hanna Pysmenska Olena Fedorova 300,60 pts | Royaume-Uni Rebecca Gallantree Alicia Blagg 292,17 pts |
| Haut vol à 10 m        | Russie Yulia Koltunova Natalia Goncharova 315,66 pts | Royaume-Uni Tonia Couch Sarah Barrow 306,24 pts   | Allemagne Maria Kurjo Julia Stolle 299,16 pts          |

### Hommes
| Épreuves               | Or                                                  | Argent                                             | Bronze                                                      |
| Épreuves individuelles | Épreuves individuelles                              | Épreuves individuelles                             | Épreuves individuelles                                      |
| ---------------------- | --------------------------------------------------- | -------------------------------------------------- | ----------------------------------------------------------- |
| Tremplin de 1 m        | Illya Kvasha Ukraine 467,75 pts                     | Martin Wolfram Allemagne 414,75 pts                | Oliver Homuth Allemagne 414,45 pts                          |
| Tremplin de 3 m        | Ilia Zakharov Russie 502,90 pts                     | Ievgueni Kouznetsov Russie 471,55 pts              | Patrick Hausding Allemagne 428,70 pts                       |
| Haut vol à 10 m        | Oleksandr Bondar Ukraine 521,45 pts                 | Patrick Hausding Allemagne 514,65 pts              | Victor Minibaev Russie 500,35 pts                           |
| Épreuves synchronisées |                                                     |                                                    |                                                             |
| Tremplin de 3 m        | Russie Ievgueni Kouznetsov Ilia Zakharov 460,44 pts | Allemagne Patrick Hausding Stephan Feck 431,58 pts | Ukraine Oleksandr Gorshkovozov Oleh Kolodiy 422,52 pts      |
| Haut vol à 10 m        | Allemagne Patrick Hausding Sascha Klein 463,20 pts  | Russie Victor Minibaev Artem Chesakov 458,76 pts   | Ukraine Oleksandr Gorshkovozov Dmytro Mezhenskyi 436,86 pts |

### Par équipes
| Épreuves | Or                                                   | Argent                                        | Bronze                                                |
| -------- | ---------------------------------------------------- | --------------------------------------------- | ----------------------------------------------------- |
| Mixte    | Ukraine Oleksandr Bondar Yulia Prokopchuk 413,20 pts | Allemagne Sascha Klein Tina Punzel 384,00 pts | Russie Ievgueni Kouznetsov Yulia Koltunova 448,10 pts |

## Tableau des médailles
| Rang  | Nation      | Or | Argent | Bronze | Total |
| ----- | ----------- | -- | ------ | ------ | ----- |
| 1     | Ukraine     | 4  | 1      | 2      | 7     |
| 2     | Russie      | 3  | 4      | 4      | 11    |
| 3     | Allemagne   | 2  | 4      | 4      | 10    |
| 4     | Italie      | 2  | 1      | 0      | 3     |
| 5     | Royaume-Uni | 0  | 1      | 1      | 2     |
| Total | Total       | 11 | 11     | 11     | 33    |